# Coelaenomenodera straminipennis
Coelaenomenodera straminipennis es un coleóptero de la familia Chrysomelidae.
Fue descrita científicamente en 1922 por Weise.